# La Fontaine sacrée ou la Vengeance de Boudha
La Fontaine sacrée ou la Vengeance de Boudha és un curtmetratge mut francès del 1901 de comèdia, dirigida per Georges Méliès. Apareix com a número 360 als catàlegs de Star Film Company. Es creu que la pel·lícula s'ha perdut.